# ایرتل هند
ایرتل هند (انگلیسی: Airtel India) شرکت مخابرات هندی است، که در سال ۱۹۹۵ توسط سانیل میتال تأسیس شد.